# MBC 일요 드라마 극장
MBC 일요 드라마 극장은 2010년 9월 22일부터 2010년 10월 17일까지 방송 되었던 단막극 프로그램이다.

## 방영 목록

### 주부 김광자의 제3활동
- 방영일 : 2010년 9월 22일
- 출연진 : 양미경, 김갑수, 정경호, 이준, 한보배, 하승리
- 제작진 : 연출 김윤철 / 극본 배희영

### 나야, 할머니
- 방영일 : 2010년 9월 26일
- 출연진 : 나문희, 남지현, 이아현, 조희봉
- 제작진 : 연출 정대윤 / 극본 정해리

### 도시락
- 방영일 : 2010년 10월 3일
- 출연진 : 이민정, 임슬옹, 배한성, 차화연, 오대환, 박혜진
- 제작진 : 연출 이태곤 / 극본 여은희

### 사랑을 가르쳐 드립니다
- 방영일 : 2010년 10월 10일
- 출연진: 김규리, 기태영, 양진우, 이성민, 현우, 최재환
- 제작진 : 연출 권성창 / 극본 권순원

### 조은지 패밀리
- 방영일 : 2010년 10월 17일
- 출연진 : 안내상, 이혜은, 김환희, 손채원, 윤주희
- 제작진 : 연출 이성준 / 극본 김도현

## 같이 보기
| - KBS 문예극장 - KBS TV 문학관 - KBS 드라마 초대석 - KBS 논픽션 드라마 - KBS TV 문예극장 - KBS 신 TV 문학관 - KBS HDTV 문학관 - KBS 드라마게임 - KBS 드라마 스페셜 (구) - KBS 테마 드라마 - KBS 금요극장 - KBS 일요베스트 - KBS 드라마시티 - KBS 드라마 스페셜 (신) - KBS 드라마 스페셜 연작 시리즈 - KBS 웹드라마 스페셜 - KBS 청소년문학관 - KBS 가요드라마 | - MBC 베스트셀러극장 - MBC 금요극장 - MBC TV 피처 - MBC 베스트극장 - MBC 일요 드라마 극장 - MBC 드라마 페스티벌 - SBS 여성극장 - SBS 70분드라마 - SBS 오픈드라마 남과여 - JTBC 드라마페스타 - tvN 드라마 스테이지 - tvN 드라마 O'PENing |